# Château-Gontier
Château-Gontier era una comuna francesa que estaba situada en el departamento de Mayenne, de la región de Países del Loira que el 1 de enero de 2019 pasó a formar parte de la comuna nueva de Château-Gontier-sur-Mayenne como comuna delegada.

## Historia
- En 1809 absorbe las comunas de Azé, Bazouges y Saint-Rémy.[4]
- Entre 1810 y 1820 cede terrenos para la creación de las comunas de Azé y Bazouges.[5][6]
- En 1813 transfiere el territorio de la comuna de Saint-Rémy a la comuna de Saint-Fort.[7]
- En 1989 absorbe la comuna de Bazouges.[6]

## Demografía
| Gráfica de evolución demográfica de Château-Gontier entre 1800 y 2021 |
|                                                                       |

Los datos demográficos contemplados en este gráfico de la comuna de Château-Gontier se han cogido de 1800 a 1999 de la página francesa EHESS/Cassini, y los demás datos de la página del INSEE.